# Europees kampioenschap zaalhockey mannen 2010
EuroHockey Indoor Nations Championship Men 2010, ook wel het EK Zaalhockey Mannen 2010, vond plaats van 15 januari tot en met 17 januari 2010. Acht landen streden in het Topsportcentrum Almere in Almere om de Europese titel. 
De winnaar was Oostenrijk die na verlenging met 3-4 van Rusland won. De bronzen medaille ging naar Nederland, net naast het podium belandde Spanje.

## Groepsfase

### Groep A
| Land       | Wed | Win | Gel | Ver | DV | DT | +/- | Pnt |
| ---------- | --- | --- | --- | --- | -- | -- | --- | --- |
| Rusland    | 3   | 2   | 1   | 0   | 14 | 10 | 4   | 7   |
| Spanje     | 3   | 2   | 0   | 1   | 13 | 7  | 6   | 6   |
| Italië     | 3   | 0   | 2   | 1   | 8  | 13 | -6  | 2   |
| Denemarken | 3   | 0   | 1   | 2   | 8  | 13 | -5  | 1   |

15 januari 2010
| Rusland | 5 - 5 | Italië     |
| Spanje  | 5 - 3 | Denemarken |
| Italië  | 2 - 2 | Denemarken |
| Spanje  | 2 - 3 | Rusland    |

16 januari 2010
| Rusland | 6 - 3 | Denemarken |
| Italië  | 1 - 6 | Spanje     |

### Groep B
| Land       | Wed | Win | Gel | Ver | DV | DT | +/- | Pnt |
| ---------- | --- | --- | --- | --- | -- | -- | --- | --- |
| Oostenrijk | 3   | 2   | 0   | 0   | 12 | 11 | +1  | 6   |
| Nederland  | 3   | 2   | 0   | 1   | 8  | 10 | -2  | 6   |
| Tsjechië   | 3   | 1   | 0   | 2   | 10 | 8  | +2  | 3   |
| Duitsland  | 3   | 1   | 0   | 2   | 8  | 6  | -2  | 3   |

15 januari 2010
| Oostenrijk | 6 - 2 | Nederland |
| Duitsland  | 2 - 1 | Tsjechië  |
| Oostenrijk | 5 - 4 | Duitsland |
| Tsjechië   | 4 - 5 | Nederland |

16 januari 2010
| Tsjechië  | 5 - 1 | Oostenrijk |
| Duitsland | 0 - 1 | Nederland  |

## Halve finale
16 januari 2010
| Rusland | 6 - 3 | Nederland  |
| Spanje  | 2 - 2 | Oostenrijk |

Oostenrijk wint na strafballen

## Finale
17 januari 2006
| 3e en 4e plaats | Nederland | 5-2 | Spanje     |
| 1e en 2e plaats | Rusland   | 3-3 | Oostenrijk |

Oostenrijk won met 3-4 na verlenging

## Selecties

### Nederland
Don Prins, Roderick Musters, Daan Meurer, Robert Tigges, Kristiaan Timman, Paul Maas, Willem Hertzberger, Robbert van de Peppel, Daan van der Wilk, Maurits Hertzberger, Ingwer Wiese, Vincent van de Peppel (K), Bob Veldhof (k)
Robin Rösch (bondscoach), Patrick Bakker (assistent coach), Bob Boerma (manager), Bas van der Pol (Fysiotherapeut)